# Metóchi (Dírfys, Eubée)
Metóchi, en grec moderne : Μετόχι, est un village du dème de Kými-Alivéri, sur l'île d'Eubée, en Grèce.
Selon le recensement de 2011, la population de Metóchi compte 226 habitants. 